# Aorun
Aorun là một chi khủng long, được Choiniere J. Clark Forster Norell Eberth Erickson Chu H. & Xu X. mô tả khoa học năm 2013.